# 维尔莱
维尔莱（法語：Virlet，法語發音：[viʁlɛ]）是法国多姆山省的一个市镇，属于里永区。

## 地理
维尔莱（46°9'18"N, 2°41'53"E）面积17.37 平方千米，位于法国奥弗涅-罗讷-阿尔卑斯大区多姆山省，该省份为法国中南部省份，北起阿列省接壤，东临卢瓦尔省，南至上盧瓦爾省和康塔爾省，西接科雷兹省和克勒兹省。
与维尔莱接壤的市镇（或旧市镇、城区）包括：孔布拉耶地区马尔西亚、罗内、拉克鲁济耶、皮永萨、勒卡尔捷。

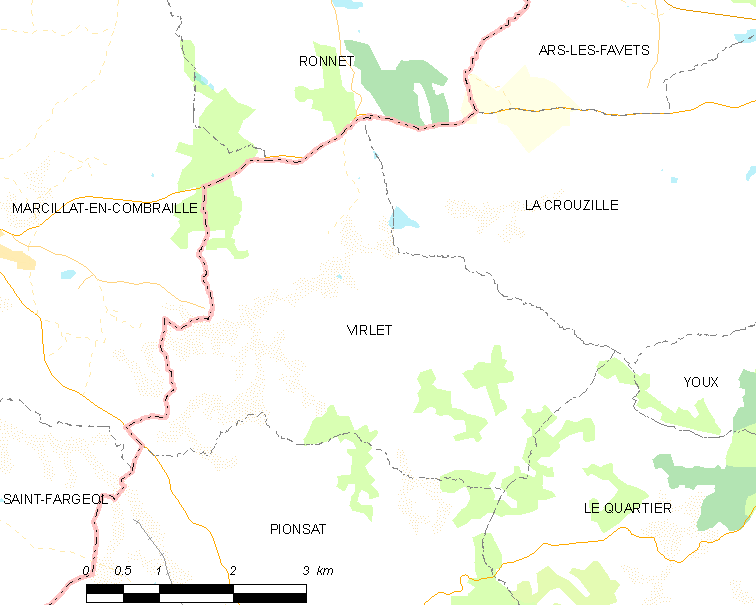
维尔莱的OSM定位图

维尔莱的时区为UTC+01:00、UTC+02:00（夏令时）。

## 行政
维尔莱的邮政编码为63330，INSEE市镇编码为63462。

## 政治
维尔莱所属的省级选区为圣埃卢瓦莱米讷县。

## 人口

1962-2008年间维尔莱人口变化图示

维尔莱于2022年1月1日时的人口数量为268人。